# 뇌샤텔루아 대중교통
뇌샤텔루아 대중교통(독일어: Neuenburgische Verkehrsbetriebe, 프랑스어: Transports publics Neuchâtelois)는 스위스의 대중교통 회사이다. 뇌샤텔주의 transN 브랜드로 서비스를 관리한다. 2012년에 Transports Régionaux Neuchâtelois와 Compagnie des Transports en commun de Neuchâtel et environs의 합병으로 설립되었다. 철도 노선, 케이블카, 버스 및 무궤도 전차를 운영한다.

## 철도 노선
이 회사는 4개의 철도 노선을 소유하고 있다.
- 트래버스-뷰츠선
- 라쇼드퐁-레퐁드마르텔선
- 르로클-레브레네선
- 뇌샤텔 트램웨이 네트워크의 일부인 리토레일

## 같이 보기
- 뇌샤텔의 트램
- 뇌샤텔의 트롤리버스